# Noailles (Corrèze)
 Noailles  (en occitano Noalhas) es una comuna y población de Francia, en la región de Lemosín, departamento de Corrèze, en el distrito de Brive-la-Gaillarde y cantón de Brive-la-Gaillarde Sudoeste. Está integrada en la Communauté d'agglomération de Brive.

## Demografía
Su población en el censo de 2008 era de 810 habitantes.
| 358 | 360 | 383 | 515 | 648 | 756 | 810 |
| Para los censos de 1962 a 1999 la población legal corresponde a la población sin duplicidades (Fuente: INSEE [Consultar]) |     |     |     |     |     |     |